# Saxofridericia grandis
Saxofridericia grandis är en gräsväxtart som beskrevs av Bassett Maguire. Saxofridericia grandis ingår i släktet Saxofridericia och familjen Rapateaceae. Inga underarter finns listade i Catalogue of Life.